# Caecilia nigricans
Caecilia nigricans es una especie de anfibios de la familia Caeciliidae.
Se encuentra en el norte de Venezuela, zona costera de Colombia continental, la Isla Gorgona, noroeste de Ecuador y este de Panamá.
Sus hábitats naturales incluyen bosques tropicales o subtropicales húmedos y a baja altitud, plantaciones, jardines rurales y zonas previamente boscosas ahora muy degradadas.